# Segregation (Soziologie)
Segregation bezeichnet in der Soziologie den Vorgang der Entmischung von unterschiedlichen Elementen in einem Beobachtungsgebiet. Man spricht dann von Segregation, wenn sich die Tendenz zu einer Polarisierung und räumlichen Aufteilung der Elemente gemäß bestimmten Eigenschaften beobachten lässt. Das Beobachtungsgebiet ist entlang bestimmter Merkmale segregiert, wenn eine bestimmte Gruppe oder ein spezifisches Element in Teilen des Beobachtungsgebietes konzentriert auftritt, in anderen dagegen unterrepräsentiert ist.

## Stadt als Beispiel
Häufiges Beispiel beziehungsweise Beobachtungsfeld in soziologischen, geographischen oder wirtschaftlichen Untersuchungen sind Segregationsprozesse innerhalb der Städte. Hier treten diese Prozesse deutlich zutage, da in der Stadt bezüglich bestimmter Merkmale (z. B. Einkommen, Ethnizität, Religion) meist sehr unterschiedliche Bevölkerungsgruppen zusammenleben. Auffällig ist nun, dass sich der städtische Raum entlang dieser Merkmale segregiert.
Die Erscheinung der Segregation in den Städten ist bereits sehr früh zu beobachten. Bereits in den mittelalterlichen und frühneuzeitlichen Städten Europas (vergleiche Stadtentwicklung) gab es die räumliche Trennung beispielsweise der Kaufleute und der Handwerker in jeweils eigenen Teilen der Stadt. Neben dieser Segregation entlang des Merkmals Beruf findet sich auch eine Segregation nach ethnischen und religiösen Merkmalen, so beim jüdischen Ghetto oder den noch kleinteiliger nach Religions- und Volksgruppenzugehörigkeit getrennten Vierteln der klassischen orientalischen Stadt. Zur muslimischen Segregation siehe al-Walā' wa-l-barā'.
Auch heute beobachten Soziologen und Stadtplaner weiterhin Segregationseffekte. In nordamerikanischen Städten ist dies augenscheinlich in den Vierteln, die nahezu ausschließlich von einer bestimmten Einwanderergruppe bewohnt werden (China Town, Greek Town, der Stadtteil Harlem in New York). Aber auch in europäischen Städten finden sich mitunter einzelne Stadtteile mit hohen Anteilen eingewanderter (ehemaliger) Gastarbeiter aus dem Mittelmeerraum oder auch mit hochqualifizierten ausländischen Kräften. Verstärkt ist auch eine Segregation bezüglich Bildungs- und Einkommensniveau zu beobachten. So entsteht zunehmend ein privater, gegenüber Unbefugten abgeschlossener Bereich („Gated Communities“). Das Ausmaß der Segregation dient somit als ein Indiz für eine Polarisierung der Gesellschaft und kann bei zu deutlicher Trennung der einzelnen Merkmalsgruppen die Gefahr der Herausbildung von konfliktreichen Teilgesellschaften anzeigen (Vgl. auch Parallelgesellschaft).
Unter den europäischen Großstädten ist die Einkommenssegregation dort besonders ausgeprägt, wo die Bauformen des Wohnungsbestands stark entmischt sind, wo es also beispielsweise geschlossene Gründerzeitstadtteile gibt oder solche, die fast ausschließlich aus Platten- oder Sozialbauten bestehen (Großwohnsiedlungen und Trabantenstädte). Dies trifft in Deutschland beispielsweise in besonderem Maß auf Rostock, Erfurt und Potsdam zu, die in einer Studie von 2018 als Großstädte mit der höchsten sozialen Segregation identifiziert wurden. Dämpfend wirkt sich hingegen eine aktive Wohnungsbaupolitik aus, wie sie beispielsweise in Wien in Form der Gemeindebauten schon seit dem Ersten Weltkrieg praktiziert wird, weshalb sich viele Städte seit etwa 1990 am Wiener Modell orientieren. Auch die Zerstörungen des Zweiten Weltkriegs wirkten in gewisser Hinsicht ausgleichend, da (teilweise) zerstörte und wiederaufgebaute Städte wie etwa Mainz kleinräumig heterogene Bauformen aufweisen und beispielsweise attraktive Gründerzeitbauten mit eher schlichten Gebäuden der Nachkriegszeit innerhalb einer Straße abwechseln, was sich auch in den Mietpreisen und der Bewohnerstruktur niederschlägt.

## Untersuchungsmethodik

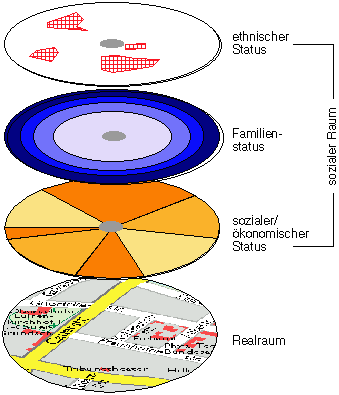
Modellhafte Darstellung der Segregation nach 3 Statusmerkmalen

Eigenschaftsträger können Bevölkerungsgruppen, Wohngebäude, Handelseinrichtungen, Einrichtungen der sozialen Infrastruktur und ähnliches sein. Residentielle Segregation bezeichnet die Segregation verschiedener Bevölkerungsgruppen nach ihrem Wohnort. In der Regel wird Segregation von Teilmengen einer Bevölkerung nach folgenden Statusmerkmalen unterschieden:
- Segregation nach dem demographischen Status
- Segregation nach dem sozialen Status und/oder
- Segregation nach ethnisch/religiöser Zugehörigkeit

der jeweiligen Bevölkerungsgruppe. Die Ausprägung der Segregation ist stark von den gewählten Teileinheiten des Untersuchungsraumes und den Merkmalen abhängig.
Drei Konzepte für die Messung von Segregation lassen sich unterscheiden:
1. Ungleichverteilungsmaße wie Segregations-, Dissimilaritätsindex,[3] Gini-Koeffizient[4] und der Theil-Index,
2. Maße des Ausgesetztseins (Interaktion/Isolation zwischen Gruppen) und
3. Ballungsmaße (Clustering).

## Messung der Ungleichverteilung
| Beispielverteilung dreier Bevölkerungsgruppen |             |               |                 |
| Berechnung von IS für Gelb |             |               |                 |
| \| Quartier \| Anteil Gelb \| Anteil Andere \| Differenz (abs) \| \| -------- \| ----------- \| ------------- \| --------------- \| \| 1 \| 0 % \| 21,2 % \| 21,2 \| \| 2 \| 0 % \| 21,2 % \| 21,2 \| \| 3 \| 0 % \| 27,3 % \| 27,3 \| \| 4 \| 14,3 % \| 18,2 % \| 3,9 \| \| 5 \| 85,7 % \| 12,1 % \| 73,6 \| |             |               |                 |
| Die aufsummierten Differenzen im obigen Beispiel ergeben den Zahlenwert 147,2. Der Segregationsindex für „Gelb“ ist 0,5 × 147,2 = 73,6. |             |               |                 |
| Quartier | Anteil Gelb | Anteil Andere | Differenz (abs) |
| 1 | 0 %         | 21,2 %        | 21,2            |
| 2 | 0 %         | 21,2 %        | 21,2            |
| 3 | 0 %         | 27,3 %        | 27,3            |
| 4 | 14,3 %      | 18,2 %        | 3,9             |
| 5 | 85,7 %      | 12,1 %        | 73,6            |

Bei der Beschreibung der Segregation verschiedener Bevölkerungsgruppen wird zugleich eine Zuweisung des Grades der Ungleichverteilung vorgenommen, d. h. eine Gruppe, die sich stark von anderen unterscheidet, wird auch einem besonders scharf abgegrenzten Raum zugeordnet.
Zur Darstellung räumlicher Ungleichheit gibt es verschiedene Maßzahlen. Verbreitet sind der Dissimilaritäts- und der Segregationsindex. Ersterer dient dem Vergleich der Verteilung von zwei Bevölkerungsgruppen zueinander, während der Segregationsindex die Verteilung einer Bevölkerungsgruppe in Bezug auf die Gesamtbevölkerung misst. Beide Indikatoren können Werte zwischen 0 (Gleichverteilung) und 100 (vollständige räumliche Segregation/Dissimilarität) annehmen.
Für die Berechnung des Dissimilaritätsindex der Bevölkerungsgruppen A und B wird für jede Raumeinheit die Differenz zwischen dem Anteil der Gruppe A an der Gesamtheit von A und dem Anteil von B an der Gesamtheit von B gebildet. Die Beträge dieser Differenzen ergeben über alle Raumeinheiten aufsummiert und dann halbiert den Dissimilaritätsindex (ID) zwischen A und B.
{\displaystyle ID={\frac {1}{2}}\cdot \sum _{i=1}^{N}\left|{\frac {a_{i}}{\sum _{i=1}^{N}a_{i}}}-{\frac {b_{i}}{\sum _{i=1}^{N}b_{i}}}\right|}
Analog erfolgt die Berechnung des Segregationsindex (IS) über die Summe der Anteilsdifferenzen zwischen der Gruppe A in der iten Raumeinheit und der Gesamtbevölkerung G abzüglich der betrachteten Gruppe A.
{\displaystyle IS={\frac {1}{2}}\cdot \sum _{i=1}^{N}\left|{\frac {a_{i}}{\sum _{i=1}^{N}a_{i}}}-{\frac {g_{i}}{\sum _{i=1}^{N}g_{i}}}\right|}
wobei: {\displaystyle g_{i}} = Gesamtbevölkerung – betrachtete Gruppe A
Beide Indikatorwerte lassen sich als der Prozentwert an den betrachteten Gruppen interpretieren, der jeweils umziehen müsste, um eine Gleichverteilung zu erzielen.

## Anwendungen
Die räumlichen Verteilungen der nach den einzelnen Statusmerkmalen segregierten Bevölkerungsgruppen überlagern sich. Untersuchungen von Murdie (1969) zeigten, dass sich in den Mustern der Segregation nach den drei Statusmerkmalen Grundtypen städtischer Strukturen erkennen lassen, die den unterschiedlichen Konzepten der Stadtstrukturmodelle der Chicagoer Schule entsprechen.
1. Die Segregation nach dem Sozialstatus zeigt eine sektorale Struktur.
2. Die Segregation nach dem Familienstatus zeigt eine ringförmige Struktur.
3. Die ethnische Segregation weist eine mehrkernige Struktur auf.

Diese sozialräumlichen Grunddimensionen wurden für verschiedene Großstädte untersucht und die Aussagen Murdies bestätigt.
Angesichts der Tatsache, dass mit starker räumlicher Ungleichverteilung einzelner Gruppen häufig erhöhte Kriminalitätsraten und beschleunigter Stadtverfall (durch Desinvestition) einhergehen und mitunter das gesamtstädtische Image leidet, werden verschiedene Desegregationsstrategien entwickelt. Allerdings ist vor dem ‚ökologischen Fehlschluss‘ zu warnen: Für höhere Kriminalitätsraten in einem Gebiet muss keineswegs die Segregation verantwortlich sein (so der Kontext). Sie können schlicht durch die Addition von kriminellen Taten von Menschen entstehen, die überall auffällig würden – in diesem Fall würde die Verringerung der Segregation die Kriminalitätsrate nicht senken.
Am stärksten segregiert sind immer die Reichsten und die Ärmsten in einer Stadt: „Die Reichen wohnen, wo sie wollen – die Armen, wo sie müssen.“ Zu den Ärmsten gehören meist die Zuwanderer, deren räumliche Segregation besonders oft kritisiert wird, ohne dass zugleich gesagt würde, wie sie zu verringern sei.
Vereinfacht ausgedrückt, sollen hierbei stärkere soziale Kontrolle und eine ausgeprägtere Gebietsbindung einer vorhandenen Bewohnerstruktur dafür sorgen, dass die negativen Auswirkungen durch Entmischung begrenzt bleiben. Als Maßnahmen sind neben allgemeinen Wohnumfeldverbesserungen, eine die Belange des Wohnungsmieters schützende Gesetzgebung (Verhinderung oder Begrenzung von Gentrifizierung), Mietsubventionen (z. B. Wohngeld), Öffnungsklauseln im Sozialwohnungsbestand, verstärkte schulische Integration von fremdsprachlichen Minoritäten und verschiedene Antidiskriminierungsinitiativen verbunden.
Neben dem Vorhandensein der erforderlichen Finanzmittel ist es für den Erfolg derartiger Strategien jedoch unerlässlich, dass ein komplementärer gesamtgesellschaftlicher Konsens zum Umgang mit Minderheiten vorhanden ist.
Im November 2023 veröffentlichte das Forschungsinstitut Gesellschaftlicher Zusammenhalt (FGZ) die Ergebnisse einer Zusammenhaltsstudie. Die Studie untersuchte anhand von mehreren bereits bestehenden Datenerhebungen und Folgebefragungen die „Netzwerksegregation“ – die Tendenz sozialer Gruppen, „unter sich“ zu bleiben – im Hinblick auf vier Dimensionen mit je zwei vorgegebenen Merkmalspaaren, welche die Forscher „als jeweils entgegengesetzte Pole innerhalb des Möglichkeitsraums und als besonders konfliktträchtig ausgewählt“ hatten (politisch: links/rechts und Grünen-nah/AfD-nah; sozioökonomisch: gering/hoch gebildet und arm/reich; kulturell: migrantisch/deutsch und christlich/muslimisch; regional: ländlich/großstädtisch und ostdeutsch/westdeutsch). Die Netzwerksegregation bestimmte sich durch einen Vergleich des Anteils homogener Netzwerke in der Bevölkerung mit demjenigen Anteil, der statistisch angesichts der Häufigkeit des Auftretens des betreffenden Merkmals in der Bevölkerung zu erwarten war. Im Ergebnis korrelierte die Netzwerksegregation besonders stark mit „Grünen-nah“ und „AfD-nah“ und stark mit „muslimisch“, „geringer Bildung“, „ländlich“, „ostdeutsch“, „reich“ und „hochgebildet“; sie korrelierte nicht oder sogar leicht negativ mit „westdeutsch“ und „migrantisch“. Wurde die Homogenität persönlicher Bekanntschaftsnetzwerke über alle erfassten Merkmale gemeinsam betrachtet, zeigte sich, dass sich mehr als die Hälfte der Erwachsenen in Deutschland in sozialen Netzwerken bewegten, die in vier oder mehr Merkmalen zugleich homogen waren. Als homogen galt hierbei ein Netzwerk, in denen ein polares Merkmal überwiegend vorkam, während das jeweils entgegengesetzte polare Merkmal nicht oder nur selten vorkam.